# Nedusia excavata
Nedusia excavata är en fjärilsart som beskrevs av Heinrich Benno Möschler 1890. Nedusia excavata ingår i släktet Nedusia och familjen Uraniidae. Inga underarter finns listade i Catalogue of Life.